# پیا داووس
پیا داووس (انگلیسی: Pia Douwes؛ زادهٔ ۵ اوت ۱۹۶۴) هنرپیشه، خواننده، و بازیگر تئاتر اهل پادشاهی هلند است.